# FC 악퇴베
FC 악퇴베(카자흐어: Ақтөбе Футбол Клубы)는 카자흐스탄의 축구 클럽으로 악퇴베의 센트럴 스타디움을 홈구장으로 사용하고 있다.
악퇴베는 현재 카자흐스탄 프리미어리그 챔피언으로 통산 두 번째 우승을 기록하고 있다. 2000년에는 카자흐스탄 1부 리그 우승을 하기도 하였다.

## 클럽 명의 변화
- 1967년 : 악튜비네츠 (Aktyubinets)로 창단
- 1996년 : 악퇴베무네이 (Aktobemunai)로 변경
- 1997년 : 악퇴베 (Aktobe)로 변경
- 2000년 : 악퇴베-렌토 (Aktobe-Lento)로 변경
- 2005년 : 악퇴베로 재변경

## 역대 우승기록

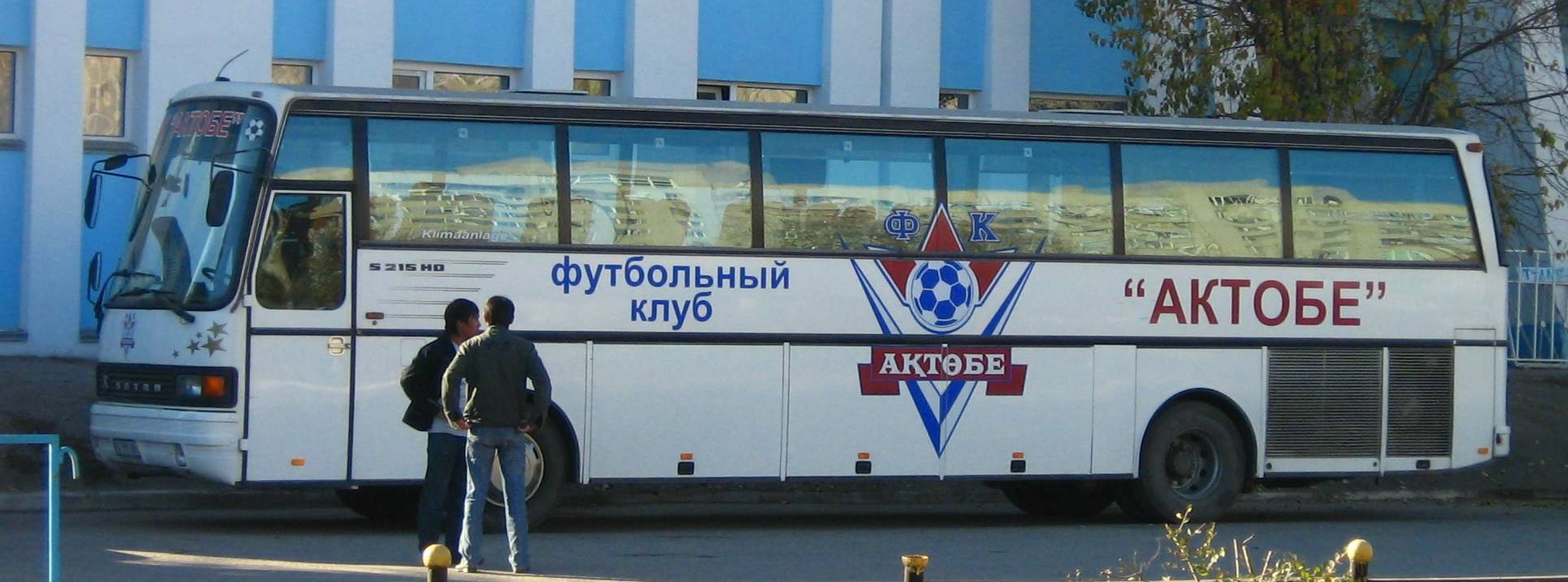
Club bus

- 카자흐스탄 프리미어리그

우승 (2): 2005, 2007, 2008, 2009, 2013
- 카자흐스탄 프리미어리그 준우승

우승 (1): 2006
- 카자흐스탄 1부 리그

우승 (1): 2000
- 카자흐스탄 컵 준우승

우승 (1): 1994
- 카자흐스탄 슈퍼컵

우승 (1): 2008, 2010, 2014

## 리그 순위
| - 1992 : 12위 - 1993 : 9위 - 1994 : 4위 - 1995 : 13위 - 1996 : 10위 | - 1997 : 12위 - 1998 ~ 1999 : 리그에 불참 - 2000 : 1부 1위 - 2001 : 8위 - 2002 : 5위 | - 2003 : 5위 - 2004 : 4위 - 2005 : 우승 - 2006 : 2위 - 2007 : 우승 |  |

## 유럽 대회 성적
| 시즌    | 대회              | 라운드     |            | 클럽                       | 결과     |
| ------- | ----------------- | ---------- | ---------- | -------------------------- | -------- |
| 2006-07 | UEFA 챔피언스리그 | 예선 1회전 | 라트비아   | FK 리에파야스 메탈루르크스 | 0-1, 1-1 |
| 2007-08 | UEFA컵            | 예선 1회전 | 오스트리아 | SV 마터스부르크            | 1-0, 2-4 |
| 2008-09 | UEFA 챔피언스리그 | 예선 1회전 | 몰도바     | FC 셰리프 티라스폴         | 1-0, 0-4 |

 주: 굵게 표시된 것이 홈경기이다. 

## 선수 명단

### 현역
참고: FIFA 자격 규정에 따라 소속된 국가대표팀 국기를 표시합니다. 선수는 복수의 FIFA 비회원국 국적을 가지고 있을 수 있습니다.
| 번호 | 포지션 | 국적       | 이름          |
| ---- | ------ | ---------- | ------------- |
| 4    | MF     | 나이지리아 | 우체 아그보   |
| 12   | FW     | 기니       | 아마두 둠부야 |
| 30   | MF     | 벨라루스   | 니키타 코르준 |

| 번호 | 포지션 | 국적 | 이름 |
| ---- | ------ | ---- | ---- |

## 역대 감독
| 감독          | 임기 |
| ------------- | ---- |
| 이오안 안도네 | 2015 |